# 高速自動車国道に並行する一般国道自動車専用道路
高速自動車国道に並行する一般国道自動車専用道路（こうそくじどうしゃこくどうにへいこうするいっぱんこくどうじどうしゃせんようどうろ）とは高規格幹線道路の1つ。A'路線（エーダッシュろせん）とも呼ばれる。

## 概要
本来、高速自動車国道として整備される路線のうち、早期の全区間整備の必要性は低い路線に並行している一般国道で、部分的に混雑解消や山間部の隘路解消などのためバイパス道路の整備が急務となっている一部区間のために、高速自動車国道の一部を一般国道バイパス扱いで先行整備した道路。税金（国と県の建設費負担は2対1）又は追加で東日本・中日本・西日本の各高速道路会社（民営化以前は日本道路公団）等が建設費を投入して建設する。建設費をすべて税金のみで賄った場合は無料道路となり、高速道路会社も負担した場合は一般有料道路として供用されることになる。
実質的に高速自動車国道の一部であっても、あくまでも一般国道のバイパスとして扱われるため、高速自動車国道の法定最高速度や最低速度は適用されず、指定最高速度標識のない場合の最高速度は60 km/hとなる。また、有料道路の場合、当該道路単独で償還しなければならないことから通行料金の賃率が全国的な料金プール制を採る高速自動車国道よりも割高になるほか、特典の付与率も比較的低くなっている。広島岩国道路では、ETC車に限り料金の値下げが実施されており、連続する山陽自動車道と変わらない料金で走行できるようになっている。
また、みちのく有料道路、第二みちのく有料道路や山口宇部道路のように県道の一部がA'路線に指定されている場合もある。また、みちのく有料道路の全線、月山道路や志戸坂峠道路の一部のように一般道路の区間がA'路線に指定されている場合もある。

## 隠れ高速

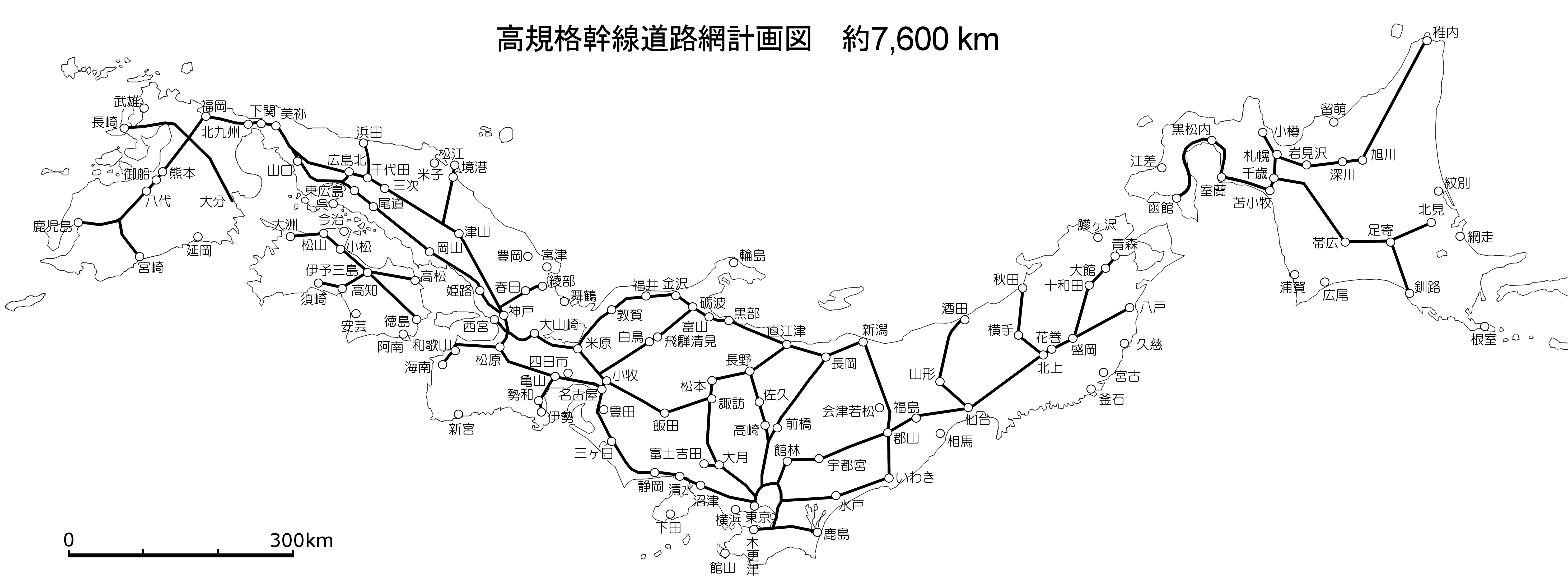
1966年（昭和41年）に国土開発幹線自動車道建設法で制定された路線網7,600 km。これ以外に高速自動車国道を建設しようとしても法的根拠を持たないために不可能であった。この国土開発幹線自動車道は1987年（昭和62年）に11,520 kmに拡充されることになる。

高速自動車国道は闇雲に建設できるわけではなく、1966年（昭和41年）に国土開発幹線自動車道建設法で制定された路線網7,600 kmに根拠を求める必要がある。この路線網に記載のない場合は、高速自動車国道として建設することはできない。つまり、地方が高速道路欲しさに有力政治家に働きかけても、法律の壁に阻まれて建設することは不可能である。7,600 kmとは、採算に見合う限度一杯の路線網として、これ以上の高速道路建設に歯止めをかける意味をもっており、採算を度外視した高速道路誘致を図る政治家を寄せ付けないためのものでもあった。
しかし、地方は高速自動車国道を切望し、法律の壁を縫って高規格の道路を誘致する方法を画策した。金丸信などは選挙地盤の山梨県に将来、高速道路を誘致するために「高速道路らしき国道」すなわち国道バイパスを建設する手法を駆使した。宮崎県延岡市の場合は、日本道路公団と太いパイプでつながる早生隆彦を市長に据えて打開策を練った。そして建設省の道路局長と掛け合った結果、一般有料道路を造ってはどうかと提案された。高速自動車国道は法律の根拠がなければ建設できないが、一般有料道路ならば公団は建設省に申請するだけでよく、高速道路らしき道路を造り続けていけば、やがては高速道路網に組み込まれる可能性がある。折しもこの提案がもたれた1980年代は、7,600 kmで計画された国土開発幹線自動車道網が1985年（昭和60年）ごろには拡充されるという話が出回りはじめ、東九州への高速道路誘致を目指す地元代議士や早生らの陳情のタイミングはこれと機を一にするものでもあった。そうした道路局長の提案を早生は受け入れ、延長3.7 kmの一般有料道路「延岡南道路」の建設へと至った。これが将来の高速自動車国道格上げの可能性がある道路ということで、公団はこの手の一般有料道路を「隠れ高速」と呼んだ。このように昭和50年代に計画された日本道路公団の一般有料道路とは、将来高速道路網7,600 kmが拡大されることを見越して造られたものであった。
東九州において採用されたこの手法は、道路族の有力政治家が好んで駆使することとなり、結果、全国に短距離の一般有料道路が次々と建設されることになった。地元民にとっては高速自動車国道も一般有料道路も違いが分からず同じに見えることで、政治家は一般有料道路を誘致すれば、それは地元民に対する有効なアピールとなった。
こうして瞬く間に全国に展開された一般有料道路だが、その路線延長が各々短すぎてネットワークを形成していないことに加え、需要予測が甘かったことから採算性が極めて悪い結果を招くことになった。日本道路公団は財政投融資に建設の資金源を求め、通行料金で返済する公団方式を採用することから、早期の採算性向上が見込めない一般有料道路の建設は即座に公団の経営を圧迫した。公団の首が借金で回らないと見るや国は、採算性の悪い一般有料道路建設のために利子補給（国税投入）を行なうことでさらなる不採算路線の建設へと公団の尻を叩いた。
やがて1987年（昭和62年）9月の国土開発幹線自動車道建設法の一部改正により、高規格幹線道路網が7,600 kmから14,000 kmに拡充されることになった。このとき追加された6,400 kmのうち、従来の国土開発幹線自動車道7,600 kmに仲間入りしたのは3,920 kmで、これについては原則的に日本道路公団が高速自動車国道として整備することとされたが、国土開発幹線自動車道に並行して自動車専用道路が整備されている区間では、その自動車専用道路を当面活用することとされた。その自動車専用道路、すなわち全国に散らばって計画された19か所の隠れ高速こと一般有料道路は、今回追加の3,920 kmの国土開発幹線自動車道網に全て活用されるに至った。こうしてかつて建設省道路局長が提案した通り、先行開通した一般有料道路は高速道路網の一部となった。かくして一般有料道路は高速自動車国道への入場券の役割を果たすことになった。のちに「高速自動車国道に並行する一般国道自動車専用道路」とされた道路とは、この隠れ高速が幾つか含まれている。その例として、隼人道路、延岡南道路、伊勢湾岸道路を挙げることが出来る。

## 平成7年11月道路審議会中間答申

「高速自動車国道に並行する一般国道自動車専用道路」の概念を示す図。山間部等の隘路において、高速自動車国道の整備計画と並行して一般国道の計画がある場合、2つの道路の二重投資を抑制する意味から、一般国道を高速自動車国道の規格で建設することが料金上昇抑制の観点から有効であるとされた。

「高速自動車国道に並行する一般国道自動車専用道路」という概念が示されたのは、1995年（平成7年）11月30日に建設大臣の諮問に答えて道路審議会がまとめた中間答申による。これは今後の有料道路のあり方について答えたもので、その中でも高速自動車国道について答申された。それ以外の有料道路については後日答申している。
高速自動車国道における有料道路事業のあり方について、主として6項目の提言がなされたが、その内の一つが、全国料金プール制の負担軽減と高速道路ネットワークの早期整備を図るために、一般国道自動車専用道路による高速自動車国道の代替を認めるという内容であった。これは今後の高速自動車国道の建設予定地に一般国道の計画があって、なおかつ高速自動車国道の整備が急がれている場合、二つの道路（高速自動車国道と一般国道）を各々建設するのではなく、一般国道を高速走行可能な自動車専用道路として建設して高速自動車国道の機能を代替させるとした内容である。具体的には、一般国道は公的助成により建設される道路であり、これを高速自動車国道として代替させることで、一般国道建設区間への内部補助を軽減させる意味合いがある。特に交通需要が少ない地域に高速自動車国道を建設した場合、全国料金プール制を採用する高速自動車国道事業にとって少なからず悪影響を及ぼすことから、この区間における一般国道の代替は有効であるとされた。そして代替された一般国道については、将来は段階的に高速自動車国道に編入することも検討に値すると報告している。
なお、「高速自動車国道に並行する一般国道自動車専用道路」を「A'」と呼ぶのは、将来A路線に編入するという意味による。

## 路線
| 高速道路ナンバリング | 道路名称               | 国土開発幹線自動車道による路線名 | 並行する一般国道自動車専用道路 |
| -------------------- | ---------------------- | -------------------------------- | --- |
| E5                   | [ 注 2 ]               | 北海道縦貫自動車道               | 函館新道、名寄美深道路、幌富バイパス、豊富バイパス |
| E5                   | （未開通）             | 北海道縦貫自動車道               | 音中道路 |
| E5A                  | [ 注 2 ]               | 北海道横断自動車道根室線・網走線 | 黒松内新道 |
| E5A                  | 後志自動車道           | 北海道横断自動車道根室線・網走線 | 倶知安余市道路 |
| E5A                  | （未開通）             | 北海道横断自動車道根室線・網走線 | 蘭越倶知安道路 |
| E38 / E44            | 道東自動車道           | 北海道横断自動車道根室線         | 釧路外環状道路 |
| E38 / E44            | [ 注 2 ]               | 北海道横断自動車道根室線         | 根室道路 |
| E38 / E44            | （未開通）             | 北海道横断自動車道根室線         | 別保尾幌道路、尾幌糸魚沢道路 |
| E61                  | 十勝オホーツク自動車道 | 北海道横断自動車道網走線         | 北見道路 |
| E61                  | [ 注 2 ]               | 北海道横断自動車道網走線         | 美幌バイパス |
| E61                  | （未開通）             | 北海道横断自動車道網走線         | 端野高野道路、女満別空港網走道路 |
| E4A                  | [ 注 2 ]               | 東北縦貫自動車道八戸線           | 百石道路、第二みちのく有料道路、みちのく有料道路 |
| E4A                  | 上北自動車道           | 東北縦貫自動車道八戸線           | 上北道路、上北天間林道路、天間林道路 |
| E46                  | 釜石自動車道           | 東北横断自動車道釜石秋田線       | 釜石道路、仙人峠道路、遠野道路 |
|                      | [ 注 2 ]               | 東北横断自動車道酒田線           | 月山道路 |
| E7                   | 日本海東北自動車道     | 日本海沿岸東北自動車道           | 象潟仁賀保道路、仁賀保本荘道路 |
|                      | （未開通）             | 日本海沿岸東北自動車道           | 朝日温海道路、遊佐象潟道路 |
| E7                   | 秋田自動車道           | 日本海沿岸東北自動車道           | 秋田外環状道路、琴丘能代道路、二ツ井バイパス、鷹巣西道路、鷹巣大館道路、大館西道路 |
| E7                   | （未開通）             | 日本海沿岸東北自動車道           | 二ツ井今泉道路 |
| E13                  | 東北中央自動車道       | 東北中央自動車道                 | 相馬福島道路、米沢南陽道路、尾花沢新庄道路、新庄北道路、泉田道路、院内道路、湯沢横手道路 |
| E13                  | [ 注 2 ]               | 東北中央自動車道                 | 主寝坂道路 |
| E13                  | （未開通）             | 東北中央自動車道                 | 新庄金山道路、金山道路、真室川雄勝道路、横堀道路 |
| E6                   | [ 注 2 ]               | 常磐自動車道                     | 仙台東部道路、仙台北部道路 |
| E14                  | [ 注 2 ]               | 東関東自動車道館山線             | 京葉道路、富津館山道路 |
| E50                  | [ 注 2 ]               | 北関東自動車道                   | 東水戸道路 |
| E1A                  | 伊勢湾岸自動車道       | 第二東海自動車道                 | 伊勢湾岸道路 |
| E1A                  | 伊勢湾岸自動車道       | 近畿自動車道名古屋神戸線         | 伊勢湾岸道路 |
| E25                  | [ 注 2 ]               | 近畿自動車道名古屋大阪線         | 名阪国道 |
| E42                  | [ 注 2 ]               | 近畿自動車道紀勢線               | 湯浅御坊道路、新宮紀宝道路、熊野尾鷲道路 |
| E42                  | 那智勝浦新宮道路       | 近畿自動車道紀勢線               | 那智勝浦道路 |
| E42                  | （未開通）             | 近畿自動車道紀勢線               | すさみ串本道路、串本太地道路、新宮道路、紀宝熊野道路、熊野道路 |
| E2                   | [ 注 2 ]               | 山陽自動車道                     | 広島岩国道路、小郡道路、山口宇部道路 |
| E29                  | 鳥取自動車道           | 中国横断自動車道姫路鳥取線       | 志戸坂峠道路 |
| E9                   | 山陰道                 | 山陰自動車道                     | 鳥取西道路、青谷羽合道路、北条道路、東伯・中山道路、中山・名和道路、名和・淀江道路、米子道路、安来道路、松江道路、出雲仁摩道路、仁摩・温泉津道路、福光・浅利道路、江津道路、浜田道路、浜田三隅道路、三隅・益田道路、益田道路、益田西道路、益田・田万川道路、木与防災、大井・萩道路、萩・三隅道路、長門・俵山道路、俵山・豊田道路 |
| E56                  | 高知自動車道           | 四国横断自動車道                 | 須崎道路、窪川佐賀道路、佐賀大方道路、大方四万十道路 |
| E56                  | [ 注 2 ]               | 四国横断自動車道                 | 中村宿毛道路 |
| E56                  | （未開通）             | 四国横断自動車道                 | 宿毛内海道路、津島道路 |
| E56                  | 松山自動車道           | 四国横断自動車道                 | 宇和島道路、大洲道路 |
| E77                  | 九州中央自動車道       | 九州横断自動車道延岡線           | 矢部清和道路、蘇陽五ヶ瀬道路、五ヶ瀬高千穂道路、高千穂雲海橋道路、高千穂日之影道路、北方延岡道路 |
| E10 / E78            | 東九州自動車道         | 東九州自動車道                   | 椎田道路、宇佐別府道路、延岡道路、延岡南道路、日南・志布志道路、油津・夏井道路、南郷奈留道路、隼人道路 |

### 高速自動車国道への編入
高速自動車国道との接続によってA'路線からA路線に編入されるケースもある。以下に、A'路線と言う概念が成立して以降のA路線編入区間について示す。
| 編入年月日                 | 編入路線名       | 旧道路名     |
| -------------------------- | ---------------- | ------------ |
| 1998年（平成10年）7月1日   | E48 山形自動車道 | 笹谷トンネル |
| 2005年（平成17年）4月1日   | E42 阪和自動車道 | 海南湯浅道路 |
| 2017年（平成29年）11月21日 | E11 高松自動車道 | 高松東道路   |

### 注記
1. ↑  ETCマイレージポイントの付与率が高速自動車国道と違った時期があった。
2. 1 2 3 4 5 6 7 8 9 10 11 12 13 14  当該区間においては、一般国道自動車専用道路としての名称をそのまま用いる。
3. 1 2  第二みちのく有料道路、山口宇部道路は県道。
4. ↑  一般道路であるみちのく有料道路も東北縦貫自動車道八戸線に並行とされているが別に基本計画区間も策定されている。
5. ↑  小郡道路・山口宇部道路においては、本線状にナンバリングの掲示はない。
6. ↑  案内上の道路名としては既に高松自動車道の一部だった。

## 参考資料
- 丹羽崇哲『RIIM StudyReport VOL.1 - 4.道路整備と迂回ルート』（PDF）（レポート）一般社団法人建設コンサルタンツ協会 インフラストラクチャー研究所、2008年8月。
- 国土交通省道路局. 道路行政の簡単解説 (PDF) (Report). 国土交通省.
- 武田文夫（司会）「座談会　道路整備の新たな出発　道路審議会建議、第10次道路整備五箇年計画をめぐって」『高速道路と自動車』第30巻第10号、公益財団法人高速道路調査会、1987年10月、18-22頁。
- 建設省道路局有料道路課・建設省道路局高速国道課「紹介　今後の有料道路のあり方についての中間答申（抄）（高速自動車国道について）」『高速道路と自動車』第39巻第2号、公益財団法人高速道路調査会、1996年2月、30-32頁。
- 杉山雅洋「論説　道路審議会中間答申　概要と本州四国連絡道路」『高速道路と自動車』第40巻第2号、公益財団法人高速道路調査会、1997年5月、7-11頁。
- NHK報道局「道路公団」取材班『日本道路公団　借金30兆円の真相』日本放送出版協会〈NHKスペシャルセレクション〉、2005年5月30日。ISBN 4-14-081020-3。
- 高速道路五十年史編集委員会『高速道路五十年史』東日本高速道路株式会社・中日本高速道路株式会社・西日本高速道路株式会社、2016年2月。
- 太田和博『日本の道路政策　経済学と政治学からの分析』（初版）東京大学出版会、2020年6月16日。ISBN 978-4-13-040288-0。